# Рієн
Рієн (нім. Riehen) — місто  в Швейцарії в кантоні Базель-Штадт.

## Географія
Місто розташоване на відстані близько 75 км на північ від Берна, 6 км на північний схід від Базеля.
Рієн має площу 10,9 км², з яких на 47,6% дозволяється будівництво (житлове та будівництво доріг), 25,4% використовуються в сільськогосподарських цілях, 24,9% зайнято лісами, 2,1% не є продуктивними (річки, льодовики або гори).

## Демографія
2019 року в місті мешкало 21 449 осіб (+4,1% порівняно з 2010 роком), іноземців було 26,7%. Густота населення становила 1973 осіб/км².
За віковим діапазоном населення розподілялося таким чином: 20,8% — особи молодші 20 років, 53,5% — особи у віці 20—64 років, 25,7% — особи у віці 65 років та старші. Було 9678 помешкань (у середньому 2,2 особи в помешканні).
Із загальної кількості 4836 працюючих 39 було зайнятих в первинному секторі, 534 — в обробній промисловості, 4263 — в галузі послуг.